# Jacob Grimm
Jacob Ludwig Karl Grimm (Hanau, 4 gennaio 1785 – Berlino, 20 settembre 1863) è stato un filologo, linguista e scrittore tedesco, più popolarmente conosciuto come il maggiore dei due fratelli Grimm, fondatori della germanistica.

## Biografia
Nel 1822, elaborò la legge di Grimm (linguistica) nella sua Deutsche Grammatik. Insieme al fratello minore Wilhelm Grimm, fu autore del Deutsches Wörterbuch, il più grande vocabolario tedesco. Nel 1835, completò il Deutsche Mythologie, un trattato sulla mitologia tedesca. Con il fratello scrisse Le fiabe del focolare.

## Nella cultura di massa
- Appare come personaggio di cornice nel film del 1998 La leggenda di un amore - Cinderella.